# Polygala anderssonii
Polygala anderssonii là một loài thực vật có hoa trong họ Polygalaceae. Loài này được B.L. Rob. miêu tả khoa học đầu tiên năm 1902.